# ブリタニア・アデルフィ・ホテル
ブリタニア・アデルフィ・ホテル (Britannia Adelphi Hotel)、旧名アデルフィ・ホテル (Adelphi Hotel) は、イングランドのマージーサイド州リヴァプール、Ranelagh Place にある。現在の建物は、この敷地に建つホテルとしては3代目であり、イングリッシュ・ヘリテッジによってイギリス指定建造物第2級に指定されている
この建物を所有し、運営しているのはブリタニア・ホテルズである。このホテルには、エンスイートの客室402室のほか、会議室、宴会場、ジムなどが備わっている

## 歴史
この場所で最初に建てられたホテルは、ホテル経営者だったジェイムズ・ラドリーが1826年に建てたものであった。ホテルの敷地は、ラニラー・ガーデンズ (Ranelagh Gardens)というリヴァプールで最初に公開された遊園地の跡地であった。最初のホテルは、1876年に、別のホテルに建て替えられ、その2代目のホテルは1892年にミッドランド鉄道に買収された。ミッドランド鉄道は1911年から1914年にかけて、再び建て替えを行ない、フランク・アトキンソン (Frank Atkinson) の設計による現在の建物が出来上がった。開業当時には、「ロンドンの外で最も豪華なホテル」と言われた。
20世紀初頭のリヴァプールは、オーシャン・ライナー（大洋航路船）の主要な発着地であったため、アデルフィは、北米への船旅に出る裕福な乗客たちが、乗船の前に宿泊するホテルとして最も人気が高かった。タイタニックは、リヴァプールを登録上の母港としながら実際には一度も入港することはなかったが、現在のアデルフィ・ホテルの「セフトン・スイート (Sefton Suite)」は、この不運な客船の1等喫煙ラウンジを正確に復元したものとなっている。
ホテルの宿泊客となった人々の中には、フランクリン・ルーズベルトやウィンストン・チャーチルら世界中の指導者も含まれていた。リヴァプール・エンパイア劇場 (Liverpool Empire Theatre) に出演したフランク・シナトラやローレル&ハーディ、ジュディ・ガーランド、そして（カウボーイ俳優として有名な）ロイ・ロジャースとその愛馬トリガー (Trigger) も、このホテルに泊まった。
映画『白い炎の女 (White Mischief)』における描写とは異なり、実際のジョック・ブロートン は1942年12月5日にアデルフィ・ホテルで自殺している。

## 建築

### 外装
ホテルは、ポートランド石を用いて建設されている。7階建ての建物の正面には、11のベイ（梁間）(bay) がある。地上階の中央の3つのベイは、円柱によって拡張され、玄関を成している。2階 (the first floor) の窓は、頂部が半円形になっているが、その他の窓は長方形である。中央の3つのベイは、5階 (the fourth floor) と6階 (the fifth floor) の部分で壁面が後退した形でバルコニーを成しており、イオニア式の円柱が設けられている。5/6階では、同様の円柱が、左右のそれぞれ外から2番目のベイにも設けられている。7階 (the sixth floor) の上には、バラスター（手すり子）付きのコーニスが設けられている。

### 内装
共用の部屋には、円柱、大理石のパネル、格間付きのアーチなどが設けられている。セントラル・コート (The Central Court) は、天井部に証明が組み込まれ、ピンク色の大理石の付柱や、ガラスを嵌め込んだ仕切り（スクリーン）、両脇にあるレストランへのフレンチドア（両開きドア）が配されている。その先にあるヒポスタイル・ホール (the Hypostyle Hall) には、第二帝政様式の装飾と、4本のイオニア式円柱が配されている。

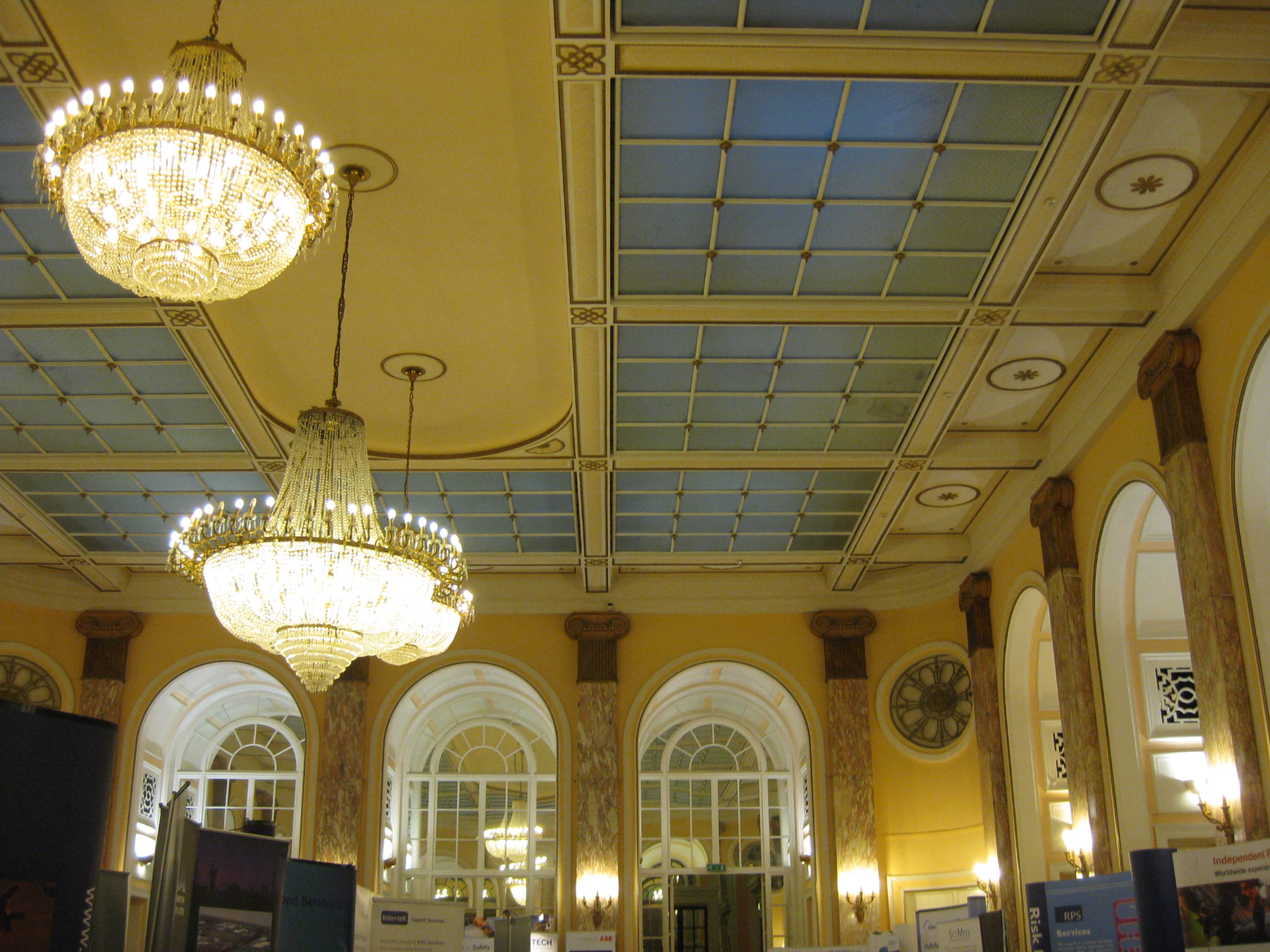
ホール
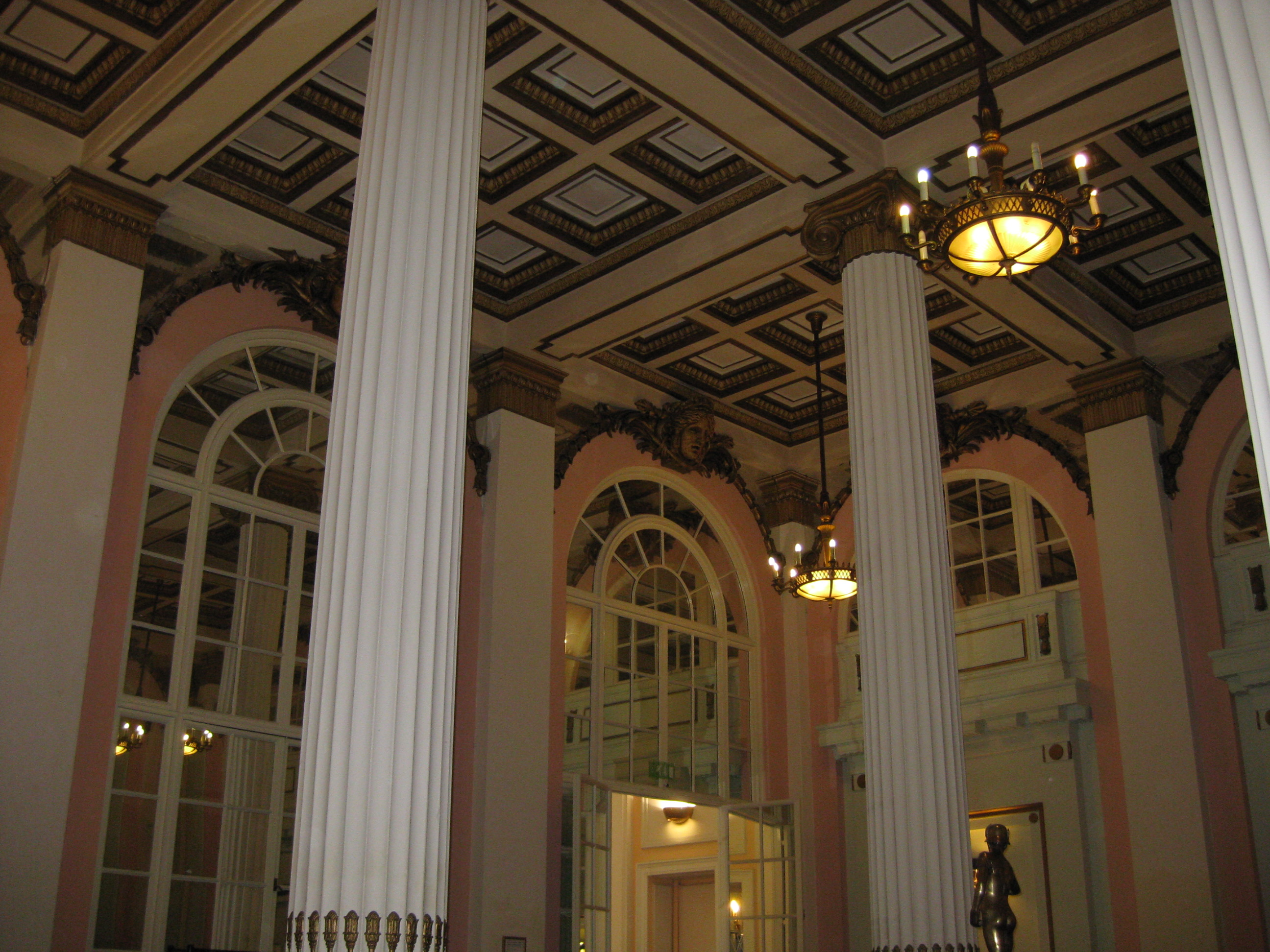
ヒポスタイル・ホール
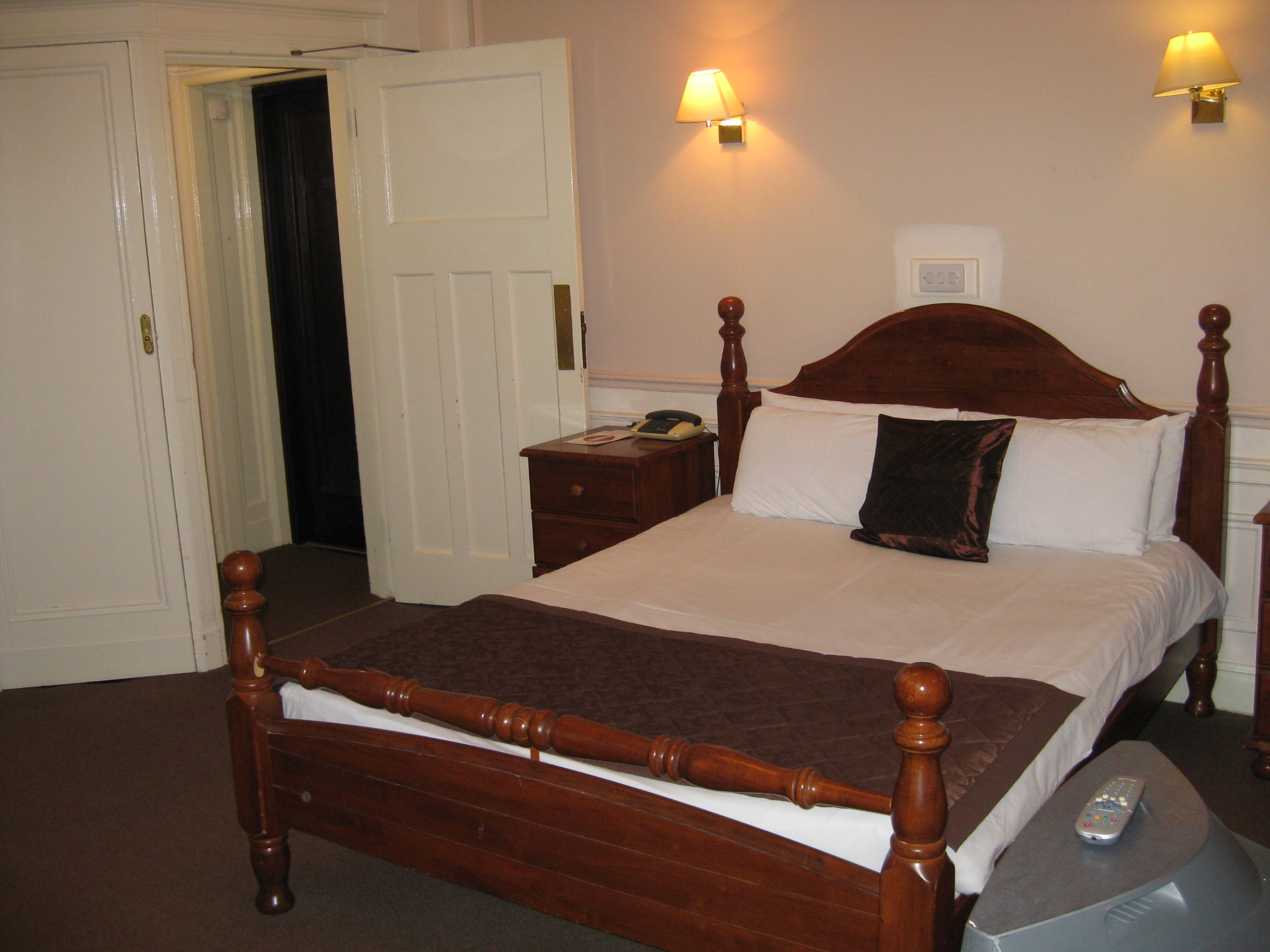
客室

## メディアへの露出
ジュール・ヴェルヌの小説『海底二万里』の第1章8節には、主人公のアロナックス教授は、潜水艦の内装を「アデルフィ・ホテル」のようだと表現するところがある。
1981年のテレビ・シリーズ『Brideshead Revisited』では、アデルフィ・ホテルのラウンジがオーシャン・ライナー（大洋航路船）の内部として撮影に使われた。1997年、アデルフィ・ホテルは、英国放送協会 (BBC) が制作した8回連続のドキュメンタリー・シリーズ『Hotel』の題材に取り上げられた。この、いわゆるフライ・オン・ザ・ウォール (Fly on the wall)、すなわち「壁の蠅」の視点から捉えたドキュメンタリーは、視聴者にホテルの日常的運営の舞台裏を見せるものであった。このシリーズでボイスオーバー（語り手）を務めたのは、『フォルティ・タワーズ』でマヌエルを演じたアンドリュー・ザックス (Andrew Sachs) であった。

## 衛生問題
2010年11月、ブリタニア・アデルフィ・ホテルは、リヴァプール市当局による衛生検査で厳しい評価を受け、改善がなされなければ強制的措置がとられると警告された。この結果、ホテルの総支配人はその地位を追われた。その後の再検査では、状況は「大きく改善された」と報告された ものの、この改善は一時的なものであった。 リバプール市議会によるその後の衛生調査では、「火急の改善が必要」としてゼロ評価が与えられ、 2017年には本ホテルを所有するブリタニア・ホテル・グループに対し、食品安全規則に違反したとして232,500ポンドの罰金が課されるまでに至っている。

## 幽霊探し
ブリタニア・アデルフィ・ホテルは、これまでにゴースト・ハンティング (ghost hunting)、つまり幽霊探しイベントの場所となったことも多く、各地からリヴァプールへやって来る超常現象愛好家グループにとってお気に入りの場所となっている。